# SLM-ramp
De SLM-ramp was een vliegramp die op 7 juni 1989 plaatsvond in Suriname. Een toestel van de Surinaamse Luchtvaart Maatschappij (SLM) stortte neer bij Zanderij, tijdens een landing bij mist op Johan Adolf Pengel International Airport. Alle negen bemanningsleden en 167 van de 178 passagiers kwamen om het leven; elf passagiers en een hond overleefden de ramp. De politie gaf de hond de naam Lucky. De SLM-ramp is de grootste vliegtuigramp uit de Surinaamse geschiedenis.

## Toestel[2]
De Douglas DC8 Super 62 was in 1969 gebouwd voor Braniff International Airways. Na het faillissement van Braniff werd het toestel in december 1983 geleased aan Arrow Air. Aanvankelijk leasede de SLM op haar beurt het toestel van Arrow Air, maar in 1986 werd het gekocht. Het kreeg de naam Fajalobi. Na enige tijd door SLM aan Tropical Airways te zijn geleased, werd het weer door SLM in gebruik genomen. Het werd nu vernoemd naar de Surinaamse topzwemmer Anthony Nesty.

## Vlucht PY 764
Het toestel was al met vertraging uit Miami vertrokken en vlucht PY 764 vanaf Schiphol naar Paramaribo vertrok eveneens met grote vertraging. Aan boord waren negen bemanningsleden en 178 passagiers. De verwachte aankomsttijd was vier uur 's nachts plaatselijke tijd. De cockpitbemanning op deze vlucht bestond uit gezagvoerder Will Rogers (66), copiloot Glenn Tobias (43) en boordwerktuigkundige Warren Rose (65).

### De passagiers
De passagiers waren voornamelijk Surinaamse Nederlanders die een bezoek wilden brengen aan familie. Voorts zat een deel van het Kleurrijk Elftal dat in Suriname in een voetbaltoernooi zou uitkomen in het vliegtuig. Verder behoorden ook de leden van het orkestje de Draver Boys, dat het elftal vaak begeleidde, tot de passagiers. Sommige spelers van het Kleurrijk Elftal zaten niet in het vliegtuig. Henny Meijer en Stanley Menzo waren al met een eerdere vlucht vertrokken. Winston Haatrecht (SC Heerenveen) moest nog in de nacompetitie spelen en liet zich vervangen door zijn broer Jerry, Desmond Gemert (NEC) moest ook nog spelen, Ruud Gullit, Frank Rijkaard, Bryan Roy, Aron Winter, Henk Fraser en eigenlijk ook de wél afgereisde Menzo hadden van hun clubs geen toestemming gekregen om naar Suriname te gaan en de eigenlijke aanvoerder van het Kleurrijk Elftal, Marcel Liesdek, was in contractonderhandeling met zijn club Fortuna Sittard.

### Het ongeluk
Toen de Anthony Nesty Zanderij naderde, was het daar, anders dan het weerbericht had voorspeld, mistig. Het zicht was evenwel niet zo slecht dat er niet op zicht kon worden geland. Gezagvoerder Will Rogers besloot echter via het Instrument Landing System (ILS) te landen, hoewel dit niet betrouwbaar was en hij voor zo'n landing ook geen toestemming had. De gezagvoerder brak drie landingspogingen af. Bij de vierde poging negeerde de bemanning de automatische waarschuwing (GPWS) dat het toestel te laag vloog. Het toestel raakte op 25 meter hoogte twee bomen. Het rolde om de lengteas en stortte om 04.27 uur plaatselijke tijd ondersteboven neer.

### Het onderzoek
De bemanning was geleverd door een Amerikaans uitzendbureau voor piloten. Uit onderzoek bleek dat de papieren van de bemanning niet in orde waren. Gezagvoerder Rogers had gelogen over zijn leeftijd en was in werkelijkheid te oud om te mogen vliegen. Bovendien had hij geen geldig brevet voor het vliegen met een DC-8 en was hij al formeel geschorst, onder andere wegens landen op een verkeerde baan. De copiloot vloog onder een valse naam en met vervalste papieren en had waarschijnlijk nooit een vliegbrevet voor vliegen op een passagiersvliegtuig gehad.
Geconcludeerd werd dat de gezagvoerder roekeloos had gehandeld door voor een ILS-landing te kiezen, terwijl hij daar geen toestemming voor kreeg en door onvoldoende op de vlieghoogte te hebben gelet. De SLM werd verweten de kwalificaties van de bemanning onvoldoende te hebben gecontroleerd.
Van acht personen die bij de ramp omkwamen kon de identiteit in 1989 niet worden vastgesteld. In december 2007 reisde een Nederlands Rampen Identificatie Team op verzoek van nabestaanden naar Suriname om een nieuwe poging te wagen, aangezien de techniek inmiddels was verbeterd.
De SLM-ramp vond plaats ten tijde van het honderdjarig bestaan van de Koninklijke Nederlandse Voetbalbond. Naar aanleiding van de ramp werden alle festiviteiten afgelast.

## Monument
In Paramaribo een monument er herinnering aan de ramp opgericht aan op de begraafplaats Rusthof aan de Jagernath Lachmonstraat. Het bestaat uit vier witte zuilen, met bovenop elke zuil de beplating van een vliegtuigmotor. Op de zuilen bevinden zich in totaal vier plaquettes met de namen van de slachtoffers.

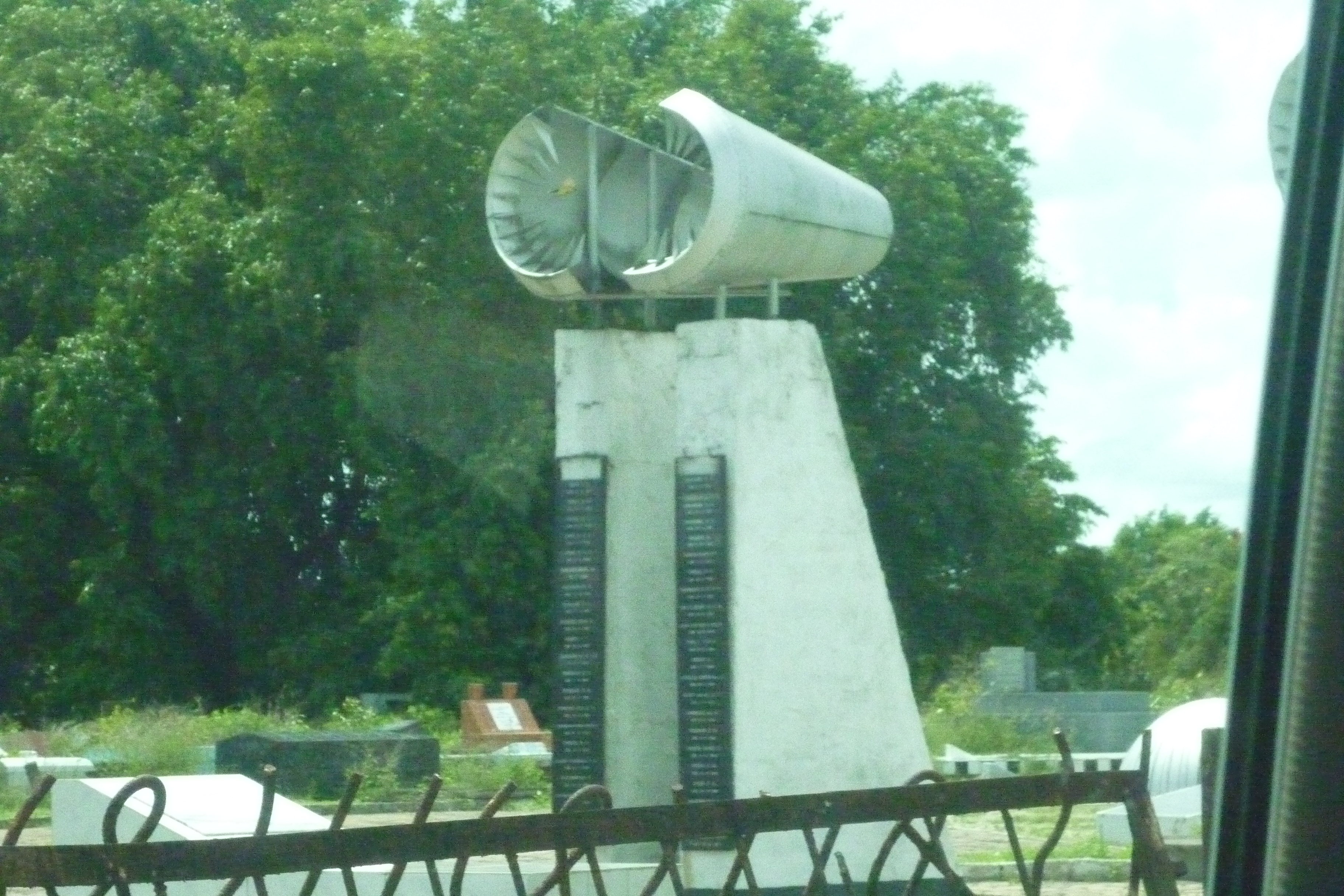
Monument in Paramaribo

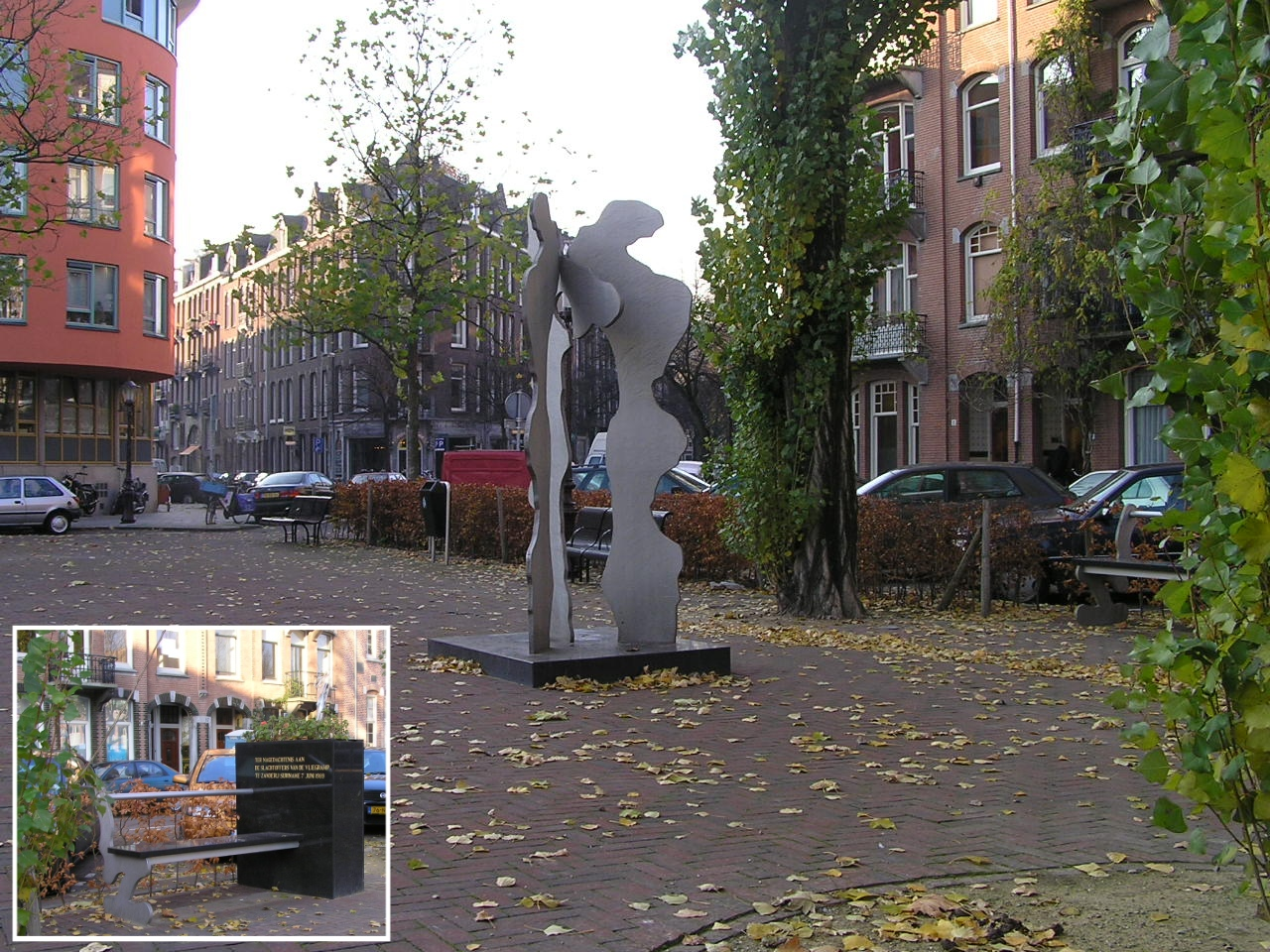
Het monument in Amsterdam.

In Nederland werd voor de nabestaanden een benefietwedstrijd gespeeld in het Feyenoordstadion. In Amsterdam-Oost werd nabij café De Draver in de Ruyschstraat, dat het stamcafé was van het Kleurrijk Elftal en de Draver Boys, een monument geplaatst voor de omgekomen leden, gemaakt door de Nederlands-Surinaamse kunstenaar Guillaume Lo A Njoe. Naar de omgekomen Wendel Fräser werd een supportershome bij RBC vernoemd. De gemeente Haaksbergen heeft de trofee voor het grootste sporttalent genoemd naar Andy Scharmin. Voetbalclub RCH heeft een gedenksteen voor trainer Nick Stienstra in de kleedkamers verwerkt. In het IJsseldeltastadion van  PEC Zwolle, dat in 2009 werd geopend, is een tribune vernoemd naar Fred Patrick. Een trainingshal voor de jeugd van Volendam is vernoemd naar Steve van Dorpel. In 2011 werd de grote Venlose sporthal Hagerhof door College Den Hulster en de gemeente Venlo omgedoopt tot de Ruben Kogeldans Sporthal. Ruben Kogeldans was een oud-leerling van deze middelbare school en woonde vanaf zijn geboorte in dat deel van Venlo. Tussen de supporters van NAC Breda en Sparta Rotterdam wordt ieder jaar om de Andro Knel-bokaal gespeeld ter nagedachtenis aan Knel, die voor beide clubs uitkwam. Tussen de supporters van beide clubs is na het ongeval een goede band ontstaan.
Over de ramp en de gevolgen voor het Kleurrijk Elftal verscheen in 2005 een boek van sportjournalist Iwan Tol. Tijdens de boekpresentatie op 1 juni in het Olympisch Stadion te Amsterdam riep cabaretier Freek de Jonge op tot het plaatsen van een gedenksteen in het stadion als eerbetoon aan de bij de ramp omgekomen voetballers van het Kleurrijk Elftal.

## Omgekomen voetballers
- Rudy Degenaar (Heracles Almelo)
- Lloyd Doesburg (Ajax)
- Steve van Dorpel (FC Volendam)
- Wendel Fräser (RBC)
- Frits Goodings (FC Wageningen)
- Jerry Haatrecht (Neerlandia) (verving zijn broer Winston Haatrecht)
- Virgall Joemmankhan (Cercle Brugge)
- Andro Knel (NAC)
- Ruben Kogeldans (Willem II)
- Ortwin Linger (HFC Haarlem) (drie dagen na de ramp overleden aan zijn verwondingen)
- Fred Patrick (PEC Zwolle)
- Andy Scharmin (FC Twente)
- Elfried Veldman (De Graafschap)
- Florian Vyent (Telstar)
- Nick Stienstra (RCH - coach)

## Overlevende voetballers
- Sigi Lens (Fortuna Sittard)
- Edu Nandlal (Vitesse), hield een gedeeltelijke dwarslaesie over aan de ramp
- Radjin de Haan (Telstar)

## Mythe rond het vluchtnummer
Na de ramp werd in Suriname druk gespeculeerd over het verband tussen het vluchtnummer en de vlucht. Er werd beweerd dat dit vluchtnummer (PY 764) ongeluk over de vlucht zou hebben afgeroepen:
- PY - Pilot Yankee, de gezagvoerder was een Amerikaan
- 76 - 7 juni, de dag van het ongeluk
- 4 - 4 uur 's nachts, het uur waarin het vliegtuig neerstortte